# Aphonopelma helluo
Aphonopelma helluo är en spindelart som först beskrevs av Simon 1891.  Aphonopelma helluo ingår i släktet Aphonopelma och familjen fågelspindlar. Inga underarter finns listade i Catalogue of Life.